# Smooth Festival „Złote Przeboje” Bydgoszcz 2009 (składanka)
Marek Niedźwiecki prezentuje: Smooth Festival "Złote Przeboje" Bydgoszcz 2009 – album promujący I edycję Smooth Festivalu Złote Przeboje, wydany w 2009 roku w formie książki i płyty CD, będący kompilacją przebojów łagodnej muzyki, szeroko pojętego smooth jazzu.
Pomysłodawcą i dokonującym wyboru utworów na płytę jest Marek Niedźwiecki, który także napisał przedmowę „Co to jest smooth jazz?”. Oprócz tego w książce znajdują się informacje o Radiu Złote Przeboje, o Bydgoszczy, gdzie odbył się I Smooth Festival, oraz opisy poszczególnych utworów zawartych na płytcie. Na CD znalazły się znane piosenki zagranicznych i polskich artystów, w tym artystów, którzy wystąpili na festiwalu. Numer katalogowy: J0415-RPK.

## Twórcy albumu
- Marek Niedźwiecki – wybór utworów
- Robert Kijak, Małgorzata Skowrońska – producent wydawniczy
- Katarzyna Kubicka – koordynacja projektu
- Piotr Zagórski, Michał Warchoł – opracowanie albumu Sony Music
- DC Graphics – logo Smooth Festival
- Krystian Rosiński – opracowanie graficzne

## Patroni
- Miasto Bydgoszcz
- Radio Złote Przeboje
- Gazeta Wyborcza
- Portal gazeta.pl
- TVP2

## Spis utworów
1. Macy Gray "Sexual Revolution" – 4:46
2. John Legend "Ordinary People" – 4:41
3. Kayah "Kiedy mówisz" – 4:21
4. John Mayer "Gravity" – 4:03
5. Dorota Miśkiewicz "Poza czasem" – 3:02
6. Kuba Badach "Byłaś serca biciem" – 5:05
7. Basia "Third Time Lucky" – 5:00
8. Andrzej Bachleda & The Technicolor Orchestra "Time Ruins" – 3:53
9. Voo Voo & Anna Maria Jopek "Czas pomyka" – 3:05
10. Lura "No Bem Fala" – 4:19
11. Chambao "Pokito a Poko" – 3:27
12. Candy Dulfer "For the Love of You" – 5:00
13. Pola "Breathe" – 2:59
14. Smolik feat. Mika "All I" – 3:27
15. Anjani "No One After You" – 4:08
16. Peter White "Sunny" – 4:01
17. Maria Mena "I Was Made for Loving You" – 4:30
18. Chris Botti & Chantal Kreviazuk "The Look of Love" – 5:18